# プルートの二等兵
『プルートの二等兵』（プルートのにとうへい、原題：Private Pluto）は、ウォルト・ディズニー・プロダクション（現：ウォルト・ディズニー・カンパニー）が制作したアニメーション短編映画作品。公開は1943年4月2日。
プルートの短編映画シリーズの一作品である。また、本作ではのちにドナルドダックやプルートの短編作品に多数出演することになるチップとデールの原型となったリスが登場しており、本作が公式におけるチップとデールの初登場作と位置づけられている。

## あらすじ
とある軍隊に所属するプルート二等兵は、上司である軍曹の号令に従い行進の訓練を行っていた。そんな中プルートが命じられたのは丸薬箱（砲床）の見張り。早速プルートは見張りのため砲床の周りを歩き始める。すると、誰もいない砲床から突如砲身が出現。プルートが驚き木の陰から様子を窺っていると、砲身の先から1個のナッツが転がり落ちる。砲身は勝手に上下に動き出してナッツの殻を叩き割り、砲身の中から現れたリスのチップがナッツをほおばっていた。丸薬箱の中はリスのチップとデールの食料置き場になっていたのだ。
そんな様子を見ていたプルートは、怒って砲床に近づき警戒するが、内部の操縦機で砲身を巧みに操るリスはプルートの頭を砲身で思い切り叩いてしまう。リスたちは間抜けなプルートの姿を面白がり、さらに砲身を操ってプルートをからかい始めた。

## スタッフ
- 監督：クライド・ジェロニミ
- 作画：アル・ベルティーノ、レス・クラーク、フィル・ダンカン、ジョン・ラウンズベリー
- エフェクト原画：ジョシュア・メダー、ジョージ・ローリー
- レイアウト：ブルース・ブッシュマン、チャールズ・フィリッピ
- 音楽：オリヴァー・ウォレス
- 製作：ウォルト・ディズニー

## 登場キャラクター
- プルート（声：ピント・コルヴィグ）
- 軍曹（声：ジョン・マクリーシュ）
- リスたち（声：ジム・マクドナルド、デジー・フリン）

## 日本での公開

### 収録
- 『チップとデールの大冒険』（VHS、ポニー）